# Gustav Krüger
Hermann Gustav Krüger, född den 29 juni 1862 i Bremen, död den 13 mars 1940 i Giessen, var en tysk kyrkohistoriker.
Krüger, som 1889 blev extra ordinarie och 1891 ordinarie professor i Giessen, vann sin berömmelse genom forskningar inom gamla kyrkans litteratur- och dogmhistoria, bland annat Lucifer von Calaris (1886), Geschichte der altchristlichen Literatur (1895, med "Nachträge", 1897) och Das Dogma von der Dreieinigkeit und Gottmenschheit (1905) samt en mängd artiklar i Haucks Realenzyklopädie. Åt reformationstiden ägnades Petrus Canisius (1897), Landgraf Philipp als Politiker (1904) och Philipp Melanchthon (1905). Das Papsttum (1907) är en för sin tid god översikt av påvedömets historia. Krüger representerade den liberala teologin.